# Norman Holwell
Norman Albert Holwell (* 6. September 1928 in Birmingham; † 7. April 2020 in Oliver) war ein britischer Eisschnellläufer.

## Werdegang
Holwell trat im Alter von 14 Jahren dem Birmingham Mohawks Skating Club bei und gewann in den Jahren 1949 und 1950 die britische Hallenmeisterschaft über eine Meile und 1951 die Meisterschaft über die halbe Meile. International startete er erstmals in der Saison 1950/51. Dabei belegte bei der Mehrkampfeuropameisterschaft 1951 in Oslo den achten Platz und bei der Mehrkampfweltmeisterschaft 1951 in Davos den 14. Rang im Großen Vierkampf. Nach Platz 19 im Großen Vierkampf bei der Mehrkampfeuropameisterschaft 1952 in Östersund zu Beginn der Saison 1951/52, lief er bei den Olympischen Winterspielen im Februar 1952 in Oslo auf den 21. Platz über 500 m, auf den 16. Rang über 5000 m, auf den 15. Platz über 10.000 m sowie auf den 14. Platz über 1500 m und bei der Mehrkampfweltmeisterschaft 1952 in Hamar auf den 27. Platz im Großen Vierkampf. Im folgenden Jahr kam er bei der Mehrkampfeuropameisterschaft in Hamar auf den achten Platz und bei der Mehrkampfweltmeisterschaft in Helsinki auf den 18. Rang im Großen Vierkampf. Letztmals international startete er bei der Mehrkampfeuropameisterschaft 1955 in Falun, wo er den 25. Platz im Großen Vierkampf errang.

## Erfolge

### Olympische Spiele
- 1952 Oslo: 14. Platz 1500 m, 15. Platz 10.000 m, 16. Platz 5000 m, 21. Platz 500 m

### Mehrkampf-Weltmeisterschaften
- 1951 Davos: 14. Platz Großer Vierkampf
- 1952 Hamar: 27. Platz Großer Vierkampf
- 1953 Helsinki: 18. Platz Großer Vierkampf

### Mehrkampf-Europameisterschaften
- 1951 Oslo: 8. Platz Großer Vierkampf
- 1952 Östersund: 19. Platz Großer Vierkampf
- 1953 Hamar: 8. Platz Großer Vierkampf
- 1955 Falun: 25. Platz Großer Vierkampf

## Persönliche Bestleistungen
| Disziplin | Zeit        | Datum            | Ort    |
| --------- | ----------- | ---------------- | ------ |
| 500 m     | 45,0 s      | 21. Februar 1953 | Gjøvik |
| 1000 m    | 1:51,2 min  | 24. Februar 1951 | Bergen |
| 1500 m    | 2:22,1 min  | 17. März 1953    | Oslo   |
| 3000 m    | 4:57,0 min  | 21. Februar 1953 | Gjøvik |
| 5000 m    | 8:36,0 min  | 21. Februar 1953 | Gjøvik |
| 10.000 m  | 17:47,4 min | 1. Februar 1953  | Hamar  |